# Arthur Schmidt (montatore)
Arthur Robert Schmidt (Los Angeles, 17 giugno 1937 – Santa Barbara, 5 agosto 2023) è stato un montatore statunitense.

## Biografia
Collaborò a lungo con il regista Robert Zemeckis, compresi i due film per cui ricevette l'Oscar per il miglior montaggio: Chi ha incastrato Roger Rabbit (1988) e Forrest Gump (1994).
Schmidt è morto nell'estate del 2023 a Santa Barbara. Aveva 86 anni.

## Filmografia
- Io, Beau Geste e la legione straniera (The Last Remake of Beau Geste), regia di Marty Feldman (1977)
- Lo squalo 2 (Jaws 2), regia di Jeannot Szwarc (1978)
- La corsa di Jericho (The Jericho Mile), regia di Michael Mann (1979) - film TV
- La ragazza di Nashville (Coal Miner's Daughter), regia di Michael Apted (1980)
- La forza dell'amore (The Buddy System), regia di Glenn Jordan (1984)
- Firstborn, regia di Michael Apted (1984)
- Fandango, regia di Kevin Reynolds (1985)
- Ritorno al futuro (Back to the Future), regia di Robert Zemeckis (1985)
- Per favore, ammazzatemi mia moglie (Ruthless People), regia di Zucker-Abrahams-Zucker (1986)
- Chi ha incastrato Roger Rabbit (Who Framed Roger Rabbit), regia di Robert Zemeckis (1988)
- Ritorno al futuro 2 (Back to the Future: Part II), regia di Robert Zemeckis (1989)
- Ritorno al futuro 3 (Back to the Future: Part III), regia di Robert Zemeckis (1990)
- Le avventure di Rocketeer (The Rocketeer), regia di Joe Johnston (1991)
- La morte ti fa bella (Death Becomes Her), regia di Robert Zemeckis (1992)
- L'ultimo dei Mohicani (The Last of the Mohicans), regia di Michael Mann (1992)
- La famiglia Addams 2 (Addams Family Values), regia di Barry Sonnenfeld (1993)
- Forrest Gump, regia di Robert Zemeckis (1994)
- Piume di struzzo (The Birdcage), regia di Mike Nichols (1996)
- Reazione a catena (Chain Reaction), regia di Andrew Davis (1996)
- Contact, regia di Robert Zemeckis (1997)
- I colori della vittoria (Primary Colors), regia di Mike Nichols (1998)
- Le verità nascoste (What Lies Beneath), regia di Robert Zemeckis (2000)
- Cast Away, regia di Robert Zemeckis (2000)
- La maledizione della prima luna (Pirates of the Caribbean: The Curse of the Black Pearl), regia di Gore Verbinski (2003)
- Kidnapped - Il rapimento (The Chumscrubber), regia di Arie Posin (2005)